# Johannes Zirngibl
Johannes Zirngibl (Landau an der Isar, 3 febbraio 1998) è un giocatore di football americano tedesco che gioca come defensive end per i Munich Ravens.